# One Tree Hill (песня)
«One Tree Hill» — песня ирландской рок-группы U2, девятый трек из их пятого студийного альбома The Joshua Tree (1987). В марте 1988 года она была выпущена в качестве четвёртого сингла из этого альбома в Новой Зеландии и Австралии. В свою очередь, в Северной Америке четвёртым синглом была выбрана композиция «In God’s Country». В 1988 году «One Tree Hill» заняла верхнюю строчку в сингловом чарте Новой Зеландии и стала второй по популярности песней года в этой стране.
Песня была написана в память о Греге Кэрролле, новозеландском аборигене, с которым группа познакомилась в 1984 году в Окленде во время турне The Unforgettable Fire Tour. Он очень сильно сдружился с фронтменом U2 Боно, а позже стал роуди группы. Кэрролл погиб в июле 1986 года в результате аварии в Дублине, разбившись на мотоцикле. После церемонии танги (похорон в традиции маори) на родине Кэррола Боно написал в память о нём песню «One Tree Hill». Её лейтмотивом являются похороны друга, а также впечатления Боно от первой проведённой ночи в Новой Зеландии, когда Грег повёз его на Холм одного дерева. В тексте также отдаётся дань уважения чилийскому артисту и активисту Виктору Харе. Мелодия композиции была сочинена во время джем-сейшена с продюсером Брайаном Ино. Вокал был записан с первого дубля, так как Боно чувствовал, что не найдёт моральных сил спеть песню во второй раз.
«One Tree Hill» получила положительные отзывы от музыкальных критиков, её называли «нежным, прилипчивым песнопением», «выдающимся музыкальным украшением [альбома]» и праздником жизни. Несмотря на это, песню избегали исполнять на гастролях из-за опасений по поводу эмоционального состояния Боно. Концертный дебют песни состоялся только ближе к концу The Joshua Tree Tour (1987), после чего её периодически исполняли в период проведения Lovetown Tour (1989—1990). С тех пор «One Tree Hill» появлялась в сет-листах U2 лишь эпизодически, в большинстве случаев во время выступлений в Новой Зеландии. Группа вернула песню в концертную программу в рамках турне U2 360°. Её посвящали шахтёрам, погибшим в результате катастрофы на шахте Пайк-Ривер. Во время туров The Joshua Tree Tour 2017 и 2019 годов, приуроченных к 30-летию альбома, «One Tree Hill» исполнялась на каждом шоу.

## Предыстория и запись
U2 впервые посетили Австралию и Новую Зеландию в 1984 году во время турне The Unforgettable Fire Tour. После 24-часового перелёта в Окленд солист U2 Боно не сразу смог приспособиться к разнице часовых поясов между Новой Зеландией и Европой. Ночью он вышел из своего гостиничного номера прогуляться, познакомившись с молодыми людьми, которые вызвались показать ему город. Среди них был Грег Кэрролл: он познакомился с руководителем технической бригады U2 Стивом Иредейлом, и ему предложили работу, помочь с предстоящими концертами, благодаря его опыту сотрудничества с местными рок-группами. Вскоре Кэрролл отвёз Боно на Холм одного дерева (Маунгакиеки) — один из самых высоких и духовно значимых для народа маори вулканов Окленда. Грег выполнял функции сценического рабочего, тактично останавливая зрителей, пытающихся подняться на сцену, и был описан как «этот очень полезный парень всегда на подхвате». Менеджер U2 Пол Макгиннесс счёл, что Кэрролл был настолько полезен, что его можно было бы нанять до конца турне. Группа помогла Грегу получить загранпаспорт, и впоследствии он сопровождал U2 в Австралии и США в качестве их ассистента. Он стал очень близким другом Боно и его жены Эли Хьюсон, а после завершения гастролей помогал группе в Дублине в качестве роуди.
3 июля 1986 года, незадолго до начала записи альбома The Joshua Tree, Кэрролл погиб в аварии, разбившись на мотоцикле. Перед ним затормозил автомобиль и, не в силах резко остановиться (асфальт был мокрым из-за дождя) Кэрролл врезался в машину, после чего скончался на месте. Это событие шокировало всю группу. Барабанщик Ларри Маллен-младший вспоминал: «Его смерть потрясла нас до глубины души. Впервые погибал кто-то из нашего технического персонала». Гитарист Эдж отмечал: «Грег был как член семьи, но тот факт, что он попал под наше крыло и уехал так далеко от дома, чтобы поселиться в Дублине и работать с нами, сделало это событие ещё более горьким». Басист Адам Клейтон описал смерть Кэрролла как «очень отрезвляющий момент», заявив: «она повлекла за собой осознание того, что есть вещи поважнее рок-н-ролла. Что твоя семья, твои друзья и, конечно же, другие участники группы [смертны]. Ты не знаешь, сколько времени тебе отведено быть с ними». Боно сетовал: «Это был сокрушительный удар. Он оказывал мне услугу. Отвозил мой мотоцикл домой». Позже фронтмен подчеркнул: «Его смерть придала весомости процессу записи The Joshua Tree [тому, насколько хорош он получится]. Мы должны были заполнить дыру в наших сердцах чем-то действительно очень, очень значительным. Мы так сильно его любили». В сопровождении Боно, Эли, Маллена и других связанных с группой людей тело Кэрролла было доставлено самолётом обратно в Новую Зеландию и похоронено, согласно традициям маори, в Кай-иви Марае, недалеко от Уонгануи, родного города Кэрролла. Боно спел на похоронах песни «Let It Be» и «Knockin’ on Heaven’s Door» посвятив их памяти своего друга.
«Они отвезли меня на вершину Холма одного дерева, где на вершине горы стоит одинокое дерево, словно с аскетичной японской картины, и мы созерцали [панораму] этого города, образованного кратерами вулканов. Я помню этот момент так отчетливо, наверное, потому, что он перекликался с моими собственными представлениями о свободе».
Вскоре после возвращения в Дублин Боно написал песню о своих впечатлениях от похорон. Название «One Tree Hill» было прямой отсылкой к первому визиту в Окленд. Музыка была сочинена в начале студийных сессий. Эдж вспоминал: «Мы джемовали с Брайаном [Ино]. Он подыгрывал на клавишных … и мы просто поймали этот грув, и мелодия начала вырисовываться сама собой. Это был практически хайлайф, хотя и не совсем африканский … Такое звучание было слишком мудрёным для меня в то время. Прежде бы я никогда не подумал браться за такой саунд, но он казался подходящим, и я решил оставить всё как есть». Боно записал вокал с одного дубля, так как он чувствовал, что не сможет спеть песню ещё раз. Эдж использовал гитару Bond Electraglide для создания соло с «тяжёлым фуззом» в конце песни. Струнные партии были записаны тремя музыкантами из Торонто — Диком, Полом и Аделью Армин — в студии Grant Avenue Studio (Гамильтон). Они задействовали «замысловатые „электроакустические“ струнные инструмент[ы]» собственного производства, называвшиеся Raads. Запись происходила под руководством продюсера Даниэля Лануа, Эдж инструктировал музыкантов по телефону (звонок продлился около шести часов). Дик Армин вспоминал: «[U2] были заинтересованы в добавлении струнных, но не в традиционном стиле — подслащивания мелодии. Они не хотели, чтобы на заднем плане звучала группа XIX века». Боно счёл песню настолько эмоциональной, что не нашёл в себе сил послушать её финальный вариант.
Боно включил в песню слова: «Хара спел, его песня — оружие в руках любви / Ты знаешь, что его кровь всё ещё плачет из-под земли». Имелся в виду чилийский политический активист и фолк-музыкант Виктор Хара, который стал символом сопротивления военной диктатуре Аугусто Пиночета после того, как был замучен и убит во время чилийского государственного переворота 1973 года. Боно узнал о Харе после встречи с Рене Кастро, чилийским художником-монументалистом во время гастрольного тура A Conspiracy of Hope, организованного Amnesty International. Кастро подвергался пыткам и два года удерживался военными в концентрационном лагере за то, что его работы критиковали режим во главе с Пиночетом. При покупке шелкографии с изображением Мартина Лютера Кинга, созданную Кастро, Боно заметил фотографию Хары. Захотев узнать об активисте больше, он прочитал книгу Una Canción Truncada, написанную его вдовой Джоан Тёрнер.
Песня «One Tree Hill» и альбом The Joshua Tree посвящены памяти Кэрролла. Трек был записан Марком «Фладом» Эллисом и Пэтом Маккарти, сведён Дэйвом Миганом и спродюсирован Лануа и Ино.

## Тематика и музыкальное содержание
«One Tree Hill» исполняется в стандартном размере 4/4, в темпе 120 ударов в минуту. Её хронометраж составляет 5 минут 23 секунды. Песня начинается с гитарного риффа Эджа, вдохновлённого жанром хайлайф, который фоном звучит на протяжении всей песни. Через две секунды вступает перкуссия Ларри Маллена-младшего. На отметке 0:07 к мелодии присоединяется вторая гитара. В 0:15 начинают звучать бас Клейтона и барабаны Маллена, начиная с 0:31 песня переходит на последовательность аккордов C — F — B ♭ — F —C. Первый куплет начинается в 0:47. На отметке 1:32 песня переходит в припев, переключаясь на последовательность аккордов C — B♭ — F — C. После чего, в 1:49, начинается второй куплет, на смену которому (в 2:36) приходит короткая музыкальная интерлюдия, в которой гитара Эджа сменяется струнной секцией. Третий куплет начинается на отметке 3:07, гитара Эджа вновь начинает звучать в припеве (3:38). С 4:16 вступает гитарное соло, продолжающееся до 4:36, когда стихают все инструменты. После двух секунд тишины вступают струнные, и Боно начинает петь коду. Вокал и струнные постепенно стихают в течение последних шести секунд песни.
Клейтон назвал «One Tree Hill» частью песенной трилогии, также включающей «Bullet the Blue Sky» и «Mothers of the Disappeared», которая осуждает причастность Соединённых Штатов к военному перевороту в Чили. По словам Макгиннесса, используемые в тексте образы описывают трагедию, которую пережила группа в связи со смертью Кэрролла. Колм О’Хара из Hot Press счёл, что гитарный рифф Эджа олицетворяет строчку «беги как река бежит к морю». В свою очередь, Том Даффи из Orlando Sentinel провёл параллель с текстом песни как метафорой соблазнения возлюбленного. Музыкальный обозреватель Washington Post Ричард Харрингтон выразил мнение, что помимо заложенной в песне дани уважения Кэрроллу, «One Tree Hill» также продемонстрировала веру U2 в то, что музыка может стимулировать перемены.
Как и многие другие песни U2, «One Tree Hill» можно интерпретировать в религиозном ключе. Редактор Hot Press Ниалл Стоукс назвал её «духовным проявлением силы», заявив, что «она является гимном хвалы и празднования, который описывает погребение их друга согласно традициям народа маори на Холме одного дерева и [в то же время] поэтически перекликается с темами обновления и искупления». Бет Мейнард, настоятель церкви в Фэрхейвене, выражал мнение, что песня «клянётся в вере перед лицом утраты, сочетая элегические строки о друге… и замученном чилийском активисте и фолк-певце Викторе Харе с деликатной отсылкой на искупление грехов и мучительным воплем к Богу, чтобы тот послал пятидесятнического Позднего дождя». Мэтт Сопер, старший служитель Западно-Хьюстонской церкви Христа, считал, что текст песни был попыткой Боно понять место Бога в мире. Стив Стокман, капеллан Университета Квинс в Белфасте, считал, что песня намекает на «трансцендентные места за пределами пространства и времени». Публицист Билл Грэм отметил, что «текст, который ссылается на традиционные церемонии захоронения маори […] указывает на то, что вера группы не исключает сочувствия другим конфессиям и их ритуалам. Христианская вера группы не будет заслонять универсальные архетипы скорби».

## Выпуск и отзывы
«One Tree Hill» была включена в альбом The Joshua Tree в качестве девятого трека. На некоторых изданиях компакт-дисков треки были поделены неправильно, а кода песни была добавлена в начало следующей — «Exit». В Новой Зеландии и Австралии «One Tree Hill» была выпущена на 7-дюймовом сингле в марте 1988 года. Обложка (сфотографирована Антоном Корбейном), внутренний разворот (дизайн Стива Аверилла) и би-сайды («Bullet the Blue Sky» и «Running to Stand Still») были идентичны тем, что использовались для сингла U2 «In God’s Country» (1987) выпущенного только в Северной Америке. В Новой Зеландии сингл был также издан на аудиокассете. Песня заняла первое место в сингловом чарте Новой Зеландии. Впоследствии «One Tree Hill» была включена в японскую версию сборника The Best of 1980–1990 (1998) в качестве бонус-трека. Сопроводительная видео-компиляция включала музыкальный клип, снятый Филом Джоану, который представлял собой концертное исполнение песни, также фигурирующий в рокументари Rattle and Hum (1988). Другие концертные записи группы были выпущены на альбомах Live from the Point Depot и U22 (эксклюзивом для членов U2.com). В некоторые версии переиздания альбома The Joshua Tree (2017) посвящённого 30-летию записи, вошли ремикс на песню «One Tree Hill» от St Francis Hotel и новый микс репризы композиции от Брайана Ино (One Tree Hill Reprise).
«One Tree Hill» была высоко оценена музыкальными критиками. Редактор Hot Press Ниалл Стоукс назвал её одной из лучших песен U2, а также «достойной данью уважения» Кэрроллу. По мнению обозревателя The Toronto Star, это была одна из лучших композиций альбома. Стив Морс из The Boston Globe сравнил страстный вокал Боно в конце песни с американским соул-певцом Отисом Реддингом, также отметив, что кода напоминает христианский гимн «О, благодать». Рецензент журнала Rolling Stone Стив Понд назвал песню «нежным, прилипчивым песнопением». В свою очередь Билл Грэм из Hot Press подчеркнул, что она была «обнадёживающей, а не мрачной», описав фразу «Мы бежим, как река к морю», как «перефразированную метафору [музыканта Майка Скотта] с точки зрения вечной жизни и веры маори». Он назвал вклад Эджа в песню «развязной гитарной мелодией с африканским и гавайским оттенком» подытожив: «Несмотря на душещипательную вокальную коду, „One Tree Hill“ не удручающая. Она воспевает жизнь духа, а не его угасание».
Джон Роквелл из The New York Times счёл, что песня демонстрировала пример того, как U2 расширяют свой диапазон, отмечая, что «включение музыкальных идиом никогда раньше так откровенно не исследовалось на пластинках группы, особенно в евангелистском припеве „One Tree Hill“». Колин Хогг из The New Zealand Herald назвал её «выдающимся музыкальным украшением [альбома]» провозгласив лучшей песней пластинки. В свою очередь, обозреватель Hot Press Колм О’Хара из заявил, что это, «возможно, была самая пронзительная и эмоционально заряженная песня, которая когда-либо записывала группа». Он также добавил, что она была «наименее инструментально приукрашенной песней альбома, великолепная в ощущении простора и открытости». Макгиннесс назвал её одной из своих любимых песен U2.
Одноимённая американская телевизионная драма «Холм одного дерева» получила название в честь песни U2. Его выбрал создатель сериала Марк Шван, в тот период сочинявший сюжет, после прослушивания альбома The Joshua Tree. Финальный эпизод сериала также носил название «One Tree Hill» причём одноимённая песня звучала в его финальной сцене.

## Концертные исполнения
«Мы никогда не исполняли „One Tree Hill“ [на концертах], и у меня не хватит сил [этого сделать]. На самом деле я всегда пропускал эту песню мимо ушей, хотя переслушивал её сотни раз. Я полностью абстрагировался от неё».
Первое концертное исполнение песни состоялось 10 сентября 1987 года в Юниондейле, в день старта третьего этапа турне The Joshua Tree Tour, на бис. До этого момента песня не включалась в сет-лист, так как Боно боялся, что может не совладать с эмоциями на сцене. Несмотря на его опасения, песня вызвала восторженную реакцию публики. Она была сыграна группой ещё шесть раз, после чего не исполнялась в течение двух месяцев. U2 вернули её в сет-лист 17 ноября на концерте в Лос-Анджелесе, в итоге задействовав в турне ещё девять раз. Время от времени «One Tree Hill» появлялась во время Lovetown Tour, прозвучав в 19 из 47 концертов. В том числе на предпоследнем шоу, 31 декабря 1989 года, которое транслировалось по радио в 21 странах Европы в качестве новогоднего подарка от группы.
В период проведения Zoo TV Tour «One Tree Hill» задействовали только в виде небольшого фрагмента в конце «One» на обоих выступлениях в Новой Зеландии. Песня надолго пропала из концертного репертуара группы, вернувшись лишь 24 ноября 2006 года на шоу в Окленде во время финального этапа Vertigo Tour. Предполагалось, что ей будут закрывать концерт, однако сценический дизайнер турне, Вилли Уильямс, выразил обеспокоенность тем, что песня не исполнялась целиком с 1990 года. В итоге «One Tree Hill» разместили перед «Sometimes You Can’t Make It on Your Own» в основной части программы. U2 исполнили её ещё три раза по ходу этих гастролей. «One Tree Hill» игнорировалась группой на протяжении большей части U2 360° Tour, однако была включена в сет-лист в ноябре 2010 года для двух концертов в Новой Зеландии, где её посвятили памяти местных шахтёров, погибших в результате катастрофы на шахте Пайк-Ривер — их имена отображались на видеоэкране во время её исполнения. Объявляя песню, Боно сказал: «Мы написали её для Грега Кэрролла, чья семья сегодня находится в этом зале. Но сегодня она принадлежит шахтёрам западного побережья Пайк-Ривер». 25 марта 2011 года группа отыграла «One Tree Hill» в Сантьяго — Боно спел её в дуэте с местной певицей Франсиской Валенсуэла, посвятив её памяти Виктора Хары. «One Tree Hill» также исполнили во время выхода на бис на шоу в Чикаго 5 июля 2011 года, посвящённому 25-й годовщине смерти Кэрролла.
В 2009 году, когда Эджа спросили о вероятности появления песни на будущих концертах, гитарист ответил: «Мы бережём её для особых случаев, например, концертов в Новой Зеландии». Боно добавил: «Это особенная песня, которая содержит в себе много тяжёлых переживаний. Я не знаю, побаиваемся ли мы её или что-то в этом роде, но нам следовало бы играть её почаще». По словам Пола Макгиннесса, музыканты U2 считали её инструментальную составляющую технически сложной для концертного исполнения.
U2 вернули «One Tree Hill» в репертуар на концертах юбилейного тура The Joshua Tree Tour, который включал 51 шоу в середине 2017 года и 15 шоу — в конце 2019-го. Во время всех этих выступлений одноимённый альбом исполнялся целиком. Каждая песня сопровождалась видео (общие съёмки всех материалов для шоу заняли 14 часов), демонстрирующимся на видеоэкране позади музыкантов, которое служило фоном для соответствующего трека. Видео, сопровождающее «One Tree Hill» представляло собой изображение кроваво-красной луны, которая трансформировалась в кадры с коренными американцами. Режиссёром клипа выступил давнишний соратник группы Антон Корбейн. Съёмки проходили в Ланкастере. В 2017 году песню посвящали памяти певца Криса Корнелла (который умер в мае 2017 года), певцу Честеру Беннингтону (который умер в июле 2017 года), а также жертвам взрывов в Манчестере и стрельбы в Орландо. Первые концерты 2019 года состоялись в Окленде: перед исполнением «One Tree Hill» группа отдавала дань памяти Кэрроллу, его фотография демонстрировалось в конце песни на видеоэкране.

## Список композиций
Все тексты написаны Боно, вся музыка написана U2.
| №                   | Название                 | Длительность |
| ------------------- | ------------------------ | ------------ |
| 1.                  | «One Tree Hill»          | 5:23         |
| 2.                  | «Bullet the Blue Sky»    | 4:32         |
| 3.                  | «Running to Stand Still» | 4:20         |
| Общая длительность: | Общая длительность:      | 14:15        |

## Чарты
| Чарт(1988)                | Высшая позиция |
| ------------------------- | -------------- |
| New Zealand Singles Chart | 1              |

## Участники записи
| U2 - Боно — вокал - Эдж — гитара, бэк-вокал - Адам Клейтон — бас-гитара - Ларри Маллен-мл — ударные, перкуссия | Дополнительные музыканты - Дик Эрмин — виолончель - Пол Эрмин — альт - Адель Эрмин — скрипка | Технический персонал - Продюсирование — Брайан Ино, Даниэль Лануа - Звукозапись — Марк «Флад» Эллис - Ассистент по звукозаписи — Пэт Маккарти - Микширование — Дэйв Миган |